# Sesto d'oro
Sesto d'oro è il nome ufficiale, con cui sono chiamate le onorificenze cittadine conferite dal comune di Sesto San Giovanni. Il premio fu creato nel 2018 per volontà del Sindaco Roberto Di Stefano e della giunta comunale. Il nome è stato scelto perché il "sesto" è l'antico nome del compasso, che serve a tracciare circonferenze perfette, richiamando così la forma della medaglia oltre naturalmente all'evidente legame con il nome della città

## Regolamento
La benemerenza civica fu approvata con la delibera del Consiglio comunale n. 17 del 24.04.2018.
L'articolo 1 afferma che la benemerenza viene assegnata a tutti coloro che hanno dato lustro alla città nel campo delle scienze, delle lettere, delle arti, dell'industria, del lavoro, della scuola, dello sport, con iniziative di carattere sociale, assistenziale e
filantropico, con particolare collaborazione alle attività della pubblica amministrazione. 
L'articolo 4 del regolamento precisa che le civiche benemerenze possono essere anche conferite per un numero non superiore a 5.
L'articolo 7 precisa che si può incorre nella perdita della civica benemerenza qualora l’insignito se ne renda indegno.
Il Sesto d'oro è una medaglia d'oro che presenta lo stemma araldico della città e sul retro l'anno di conferimento e la firma del Sindaco. Viene conferito ogni anno il 24 giugno, in occasione della festa di San Giovanni, patrono della città